# Carl Wurster
Carl Wurster (Stuttgart, 2 de dezembro de 1900 – Frankenthal, 14 de dezembro de 1974) foi um químico alemão.

## Vida
Após estudar química e obter em 1923 um doutorado, trabalhou a partir de 1924 na BASF onde continuou após a fusão da empresa com a IG Farben em Ludwigshafen am Rhein. Em 1937 tornou-se membro do Partido Nacional Socialista dos Trabalhadores Alemães (NSDAP). Foi conselheiro da Deutsche Gesellschaft für Schädlingsbekämpfung (Degesch), que como detentora da patente do Zyklon B esteve envolvida em sua produção.
No Processo IG Farben foi julgado inocente em todos os julgamentos em que esteve envolvido.